# Pottes
Pottes is een dorp in de Belgische provincie Henegouwen, en een deelgemeente van de Waalse gemeente Celles.

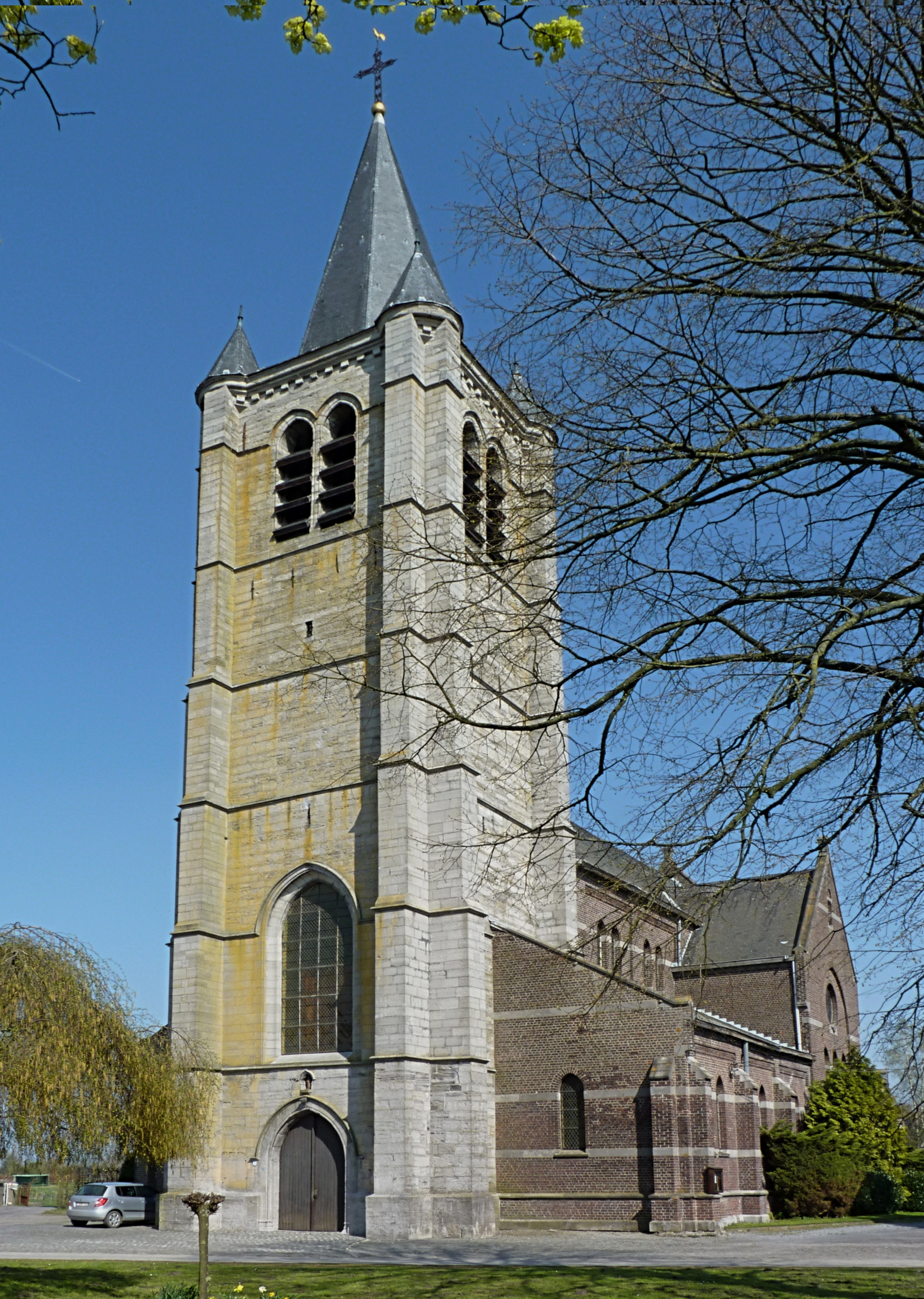
Église Saint-Antoine l'Ermite

## Geschiedenis
In de Romeinse tijd lag er een heerbaan van Doornik naar Oudenaarde en te Pottes was een rustplaats. De naam Pottes refereert dan ook aan Posta. Er werden Romeinse voorwerpen aangetroffen, zoals munten.
Pottes werd voor het eerst schriftelijk vermeld in 1017. De heerlijkheid behoorde achtereenvolgens aan de families de Pottes, Stavels en Marnix. In 1660 werd de heerlijkheid gekocht door Pierre de Croix de Bauffremez. Daarna kwam hij door huwelijk aan Beauffort en vervolgens aan Lévis.
In 1692 bivakkeerden de Fransen, na de Slag bij Steenkerke, op de vlakte van Pottes. In 1697 werd de zetel van  de heerlijkheid bezet door de troepen van Lodewijk XIV van Frankrijk. In de 18e eeuw behoorde de heerlijkheid achtereenvolgens aan de families Van de Kerchove en de Vreese.
In Pottes was vanouds de vlasverwerkingsindustrie van belang. Begin 20e eeuw werd er ook tabak verbouwd. Verder was de cichoreiteelt van belang. Dan was er nog een steenbakkerij, er waren brouwerijen en een azijnfabriek.
Pottes was een zelfstandige gemeente, tot die bij de gemeentelijke herindeling van 1977 toegevoegd werd aan de gemeente Celles.

## Demografische ontwikkeling
- Bronnen:NIS, Opm:1831 tot en met 1970=volkstellingen, 1976= inwoneraantal op 31 december

## Bezienswaardigheden
- De Sint-Antonius Kluizenaarkerk (Église Saint-Antoine l'Ermite), waarvan de toren in 1936 werd beschermd als monument
- Op de gemeentelijke begraafplaats van Pottes bevinden zich twee Britse militaire graven uit de Eerste Wereldoorlog
- Het Kasteel van Pottes
- Het Kasteel van le Quesnoy (Château du Quesnoy)

## Natuur en landschap
Pottes ligt in de vallei van de Schelde op een hoogte van ongeveer 15 meter. De Grand Courant de Pottes is een beekje dat parallel aan de Schelde loopt. In het noordoosten loopt nog de Grand Ruisseau de Haie, een zijriviertje van de Schelde.

## Nabijgelegen kernen
Escanaffles, Helkijn, Hérinnes, Molenbaix